# Instrument meteorological conditions
Instrument meteorological conditions (IMC) traducibile come condizioni meteorologiche per il volo strumentale è un termine usato nell'aviazione per descrivere condizioni meteorologiche che normalmente richiedono che il pilota voli principalmente con l'ausilio degli strumenti, quindi secondo le Regole del volo strumentale (IFR), piuttosto che tramite riferimenti visivi, cioè secondo le Regole del volo a vista (VFR). Le condizioni meteorologiche per volare in VFR sono conosciute anche come Visual Meteorological Conditions (VMC). IMC e VMC sono naturalmente mutuamente esclusive. Il limite fra VMC e IMC è conosciuto come "minime VMC" .
Con buona visibilità, i piloti possono determinare l'assetto dell'aereo utilizzando riferimenti visuali all'esterno dell'aereo, primo fra tutti l'orizzonte. In assenza di tali aiuti esterni, i piloti devono utilizzare aiuti interni, forniti da strumenti giroscopici come l'Indicatore di assetto (od "Orizzonte artificiale" ). La presenza di un buone condizioni è controllata tramite la visibilità meteorologica, da qui un limite di visibilità minima nelle minime VMC. La visibilità è anche importante per evitare il suolo.
Dal momento che il principio basilare per evitare altri traffici in VFR è "Seen and to Be Seen" ("Vedere ed essere visti"), si deduce che anche la distanza dalle nubi è un fattore importante nelle minime VMC: visto che un velivolo nelle nubi non può essere visto, una zona cuscinetto di distanza dalle nubi è richiesta.
L'ICAO raccomanda le minime VMC a livello internazionale; sono definite in regolamentazioni nazionali che raramente si discostano in maniera significativa da quelle ICAO. La differenza principale sta nell'unità di misura, poiché stati diversi utilizzano unità di misura diverse in campo aeronautico. 
Negli spazi aerei italiani, le minime condizioni VMC sono pubblicate da ENAV.
È importante non confondere IMC con IFR. Le IMC descrivono la condizione meteorologica presente, mentre IFR descrive le regole secondo la quale il velivolo sta volando. Un velivolo può (e spesso lo fa) volare in IFR anche con un tempo splendido per motivi operativi, oppure quando vola in spazi aerei nei quali il volo VFR non è permesso; inoltre, la maggior parte dei voli commerciali operano esclusivamente in IFR.
È possibile volare in condizioni VFR/VMC e dover affidarsi sugli strumenti di volo per controllare l'assetto. Un esempio è quando si vola di notte sul mare, in cui le stelle nel cielo e il loro riflesso si confondono e quindi l'orizzonte è difficilmente distinguibile.